# 第6步兵師 (德國國防軍)
德國國防軍陸軍第6步兵師（德語：6. Infanterie-Division）是威瑪共和國防衛軍陸軍、納粹德國國防軍陸軍的一個步兵師。該師於1934年10月組建。
第二次世界大戰期間，該師參與入侵波蘭、入侵法國行動。1941年6月，該師參與巴巴羅薩行動。此後該師一直在東線作戰，直到1944年巴格拉基昂行動博布鲁伊斯克攻勢期間被殲。
同年7月，該師重建，並改編為第6擲彈兵師（德語：6. Grenadier-Division），並在同年10月再改編為第6國民擲彈兵師（德語：6. Volksgrenadier-Division）。該師在1945年1月維斯瓦河-奧德河攻勢期間再度被殲。
同年3月，該師再度重建，番號回歸為第6步兵師，其存在至德國投降。

## 師團編制[2]
| 師團番號   | 師團駐地  | 步兵團番號 | 炮兵團番號  | 偵查營番號 | 反坦克營番號 | 工程營番號 | 通訊營番號 |
| 第6步兵師  |           |            |             |            |              |            |            |
| 比勒費爾德 |           |            |             |            |              |            |            |
| 第18步兵團 | 第6炮兵團 | 第6偵查營  | 第6反坦克營 | 第6工程營  | 第6通訊營    |            |            |
| 第37步兵團 | 第6炮兵團 | 第6偵查營  | 第6反坦克營 | 第6工程營  | 第6通訊營    |            |            |
| 第58步兵團 | 第6炮兵團 | 第6偵查營  | 第6反坦克營 | 第6工程營  | 第6通訊營    |            |            |

## 註腳
1. ↑  Mitcham（2007年）
2. ↑  Mitcham, Samuel W., Jr.p.45.